# Tremolo
Tremolo (af italiensk: skælven, dirren) er en hurtig gentagelse af samme tone eller samme toneinterval.
Ved spil på violin er tremolo et almindelig måde hvorpå tonen gøres mere følsom og på mandolin er tremolo den mest almindelige spillestil. Tremolo benyttes også af guitarrister og basister. Tremoloteknikken opnås ved hurtig bevægelse af ringfinger, langfinger og pegefinger(AMI) på én streng.
Fysiskt indebærer tremolo en amplitudemodulering eller iteration af en tone i modsætning til vibrato, der indebærer en frekvensmodulering (ændring i tonehøjde).
I klassisk guitarteknik benyttes tremolo bl.a. bruges i stykket Recuerdos de la Alhambra af Francisco Tárrega.